# 布劳沃德县
布勞沃德縣位于美国佛罗里达州東南部的一個縣，是迈阿密都会区的一部分，也是该州第二大人口县，仅次于迈阿密-戴德县。根据2020年美国人口普查，该县总人口为1,944,375人，使其成为美国人口第17多的县。其县治及最大城市为勞德代爾堡，2020年人口达182,760人。布劳沃德县与迈阿密-戴德县和棕榈滩县共同构成了南佛罗里达地区，总人口超过600万，是美国最重要的都会区之一。
布劳沃德县的总面积为1120平方英里，其中427.8平方英里为城市区域，796.9平方英里为自然保护区，占县域面积的65%。县域地势低平，主要由海滩、湿地和沼泽构成，西部边界与柯里爾縣接壤，属于佛罗里达大沼泽地的保护区域。布劳沃德县拥有31个建制市镇，其中人口最多的城市包括劳德代尔堡、彭布罗克派恩斯和好莱坞。沿海城市的开发较为密集，以高层公寓、度假酒店和滨海商业区为主，而西部地区则保留了更多的自然景观和湿地生态系统。此外，县内还设有布劳沃德市政服务区，其中包括部分未建制社区以及劳德代尔堡-好莱坞国际机场。
布劳沃德县成立于1915年，由南部的戴德县（现迈阿密-戴德县）和北部的棕榈滩县部分区域合并而成，该县的名称来源于曾任佛罗里达州州长的拿破仑·波拿马·布劳沃德。早期的布劳沃德县大部分地区是湿地和沼泽，但随着20世纪中期的城市化进程，该县迅速发展成为南佛罗里达的重要经济中心之一。该县在2022年的国内生产总值达1248亿美元，在全美3033个县中排名第25。其经济以旅游业为支柱，同时涵盖金融、航运、航空、医疗保健和科技等多个行业。
全年温暖的热带气候、丰富的休闲设施、优美的海滩以及完善的娱乐项目吸引了来自全球的游客，游客可以在这里享受海上垂钓、高尔夫、网球、赛马和水上运动等丰富的户外活动。该县拥有24英里的海岸线，其中著名的海滩包括劳德代尔堡海滩、好莱坞海滩和庞帕诺海滩。此外，布劳沃德县也是美国游艇产业的中心之一，劳德代尔堡更被誉为“世界游艇之都”，这里每年举办的劳德代尔堡国际游艇展是全球规模最大的游艇展之一。

## 历史

### 印第安和殖民地时期
大约1.2万年前，最早的原住民在迈阿密河河畔定居，他们是南佛罗里达最早的人类居民。随着时间的推移，控制今日迈阿密-戴德县、布劳沃德县和棕榈滩县南部的主要部落是德贵斯塔人。他们依赖渔猎和采集水果和植物根茎为生。然而，他们并不从事农业，这使他们的生活方式与佛罗里达半岛北部的其他原住民有所不同。16世纪初，西班牙人首次接触德贵斯塔人，并尝试在迈阿密河口建立传教站。然而，德贵斯塔人对西班牙人的到来持敌对态度，这个传教站在两年内就被废弃。与此同时，西班牙人也遭遇了来自南佛罗里达其他部落的强烈抵抗，例如1521年，卡卢萨人袭击了佛罗里达西海岸的西班牙探险队，并导致胡安·庞塞·德莱昂受伤身亡。然而，由于战争、奴役以及来自欧洲的疾病传播，原住民人口在18世纪急剧减少。1763年，当西班牙在《巴黎条约》中将佛罗里达割让给英国时，东南佛罗里达的德贵斯塔人已仅剩约80人。他们随西班牙人一起迁往哈瓦那，德贵斯塔部落至此消失。
英国仅统治佛罗里达20年。1783年，佛罗里达在美国独立战争后又归还给西班牙。在西班牙重新统治的时期，今日布劳沃德县所在地区迎来了第一批非印第安定居者——来自巴哈马的路易斯（Lewis）家族和罗宾斯（Robbins）家族。他们定居在新河南岸，并以耕种和捕鱼为生。然而，西班牙当局担心这些定居者是英国夺回佛罗里达的“第五纵队”，因此在1793年派遣船只前往侦查，甚至考虑将他们驱逐，但最终因西班牙正忙于与法国的战争而未能执行。

### 塞米诺尔战争
1821年，美国从西班牙手中获得佛罗里达，并开始进行首次测绘。詹姆斯·加兹登上校在布劳沃德地区勘测时认为，这片土地不适合开发，甚至认为在这里修建道路也毫无意义。然而，此时布劳沃德地区已有两户定居者——威廉·库利（William Cooley）和大卫·威廉姆斯（David Williams）。与此同时，塞米诺尔人正从佛罗里达北部向南迁徙，以躲避不断侵占他们土地的美国白人定居者。随着越来越多美国人要求将塞米诺尔人强行迁往俄克拉荷马，塞米诺尔人的愤怒也在积聚。紧张局势不断升级，1835年12月28日的戴德大屠杀引发了第二次塞米诺尔战争。
1836年1月6日，塞米诺尔人袭击了库利家族的农场，当地其他居民纷纷逃往南方，最终抵达印第安礁。1836年2月4日，戴德县根据美国领地法案成立，以在1835年第二次塞米诺尔战争中阵亡的弗朗西斯·L·戴德少校命名，在成立时戴德县的范围包括现在的迈阿密-戴德县、棕榈滩县、布劳沃德县、巴伊亚宏达礁以北的佛罗里达礁岛群。1838年3月，为了镇压南佛罗里达的塞米诺尔人，美军在新河附近修建了一座军事要塞，后被命名为“劳德代尔堡”（Fort Lauderdale）。虽然战争于1842年结束，但当地居民的恐惧持续了数十年。在接下来的半个世纪里，布劳沃德地区基本上被塞米诺尔人重新占领，仅有少量狩猎者或探险者偶尔进入该地区。

### 布劳沃德县初具雏形
1876年，布劳沃德县迎来了新的定居者——华盛顿·詹金斯（Washington Jenkins），他被任命为新河附近海难避难所的管理员。1880年代，布劳沃德县的人口集中在位于现今戴维以西的松岛，那里居住着25至30个塞米诺尔家庭，他们依靠种植园艺作物和在大沼泽地中狩猎为生。
1891年，布劳沃德县建立了第一个邮政局，两年后，该地区迎来了第一条正式的陆路交通线——连接莱蒙城（今迈阿密小海地地区）和赫珀卢克索（今棕榈滩县南部）的贝伊驿道（Bay Stage Line）。这条驿道经过新河，并设有供旅客过夜的驿站，而这一驿站的管理人便是后来“劳德代尔堡之父”弗兰克·斯特拉纳汉（Frank Stranahan）。
然而，这条驿道的寿命并不长。1896年，随着亨利·弗拉格勒将佛罗里达东海岸铁路延伸至迈阿密，该地区的发展迎来了转折点。铁路的通车使得布劳沃德县的移民数量大幅增长，同时也促使该地区的经济从零星的自给农业向更大规模的农作物种植过渡。瑞典裔移民在哈伦代尔（Hallandale）定居，来自中西部的丹麦裔移民则建立了达尼亚（Dania），而来自美国南方的农民则在庞帕诺（Pompano）和迪尔菲尔德（Deerfield）定居，他们种植菠萝、番茄和冬季蔬菜。此外，许多早期的非裔美籍居民是作为铁路工人而来到这里定居。

### 20世纪初的城市化开发
进入20世纪初，布劳沃德县的城市化进程逐步展开。1904年，达尼亚（今达尼亚海滩）成为该地区首个正式建制的城镇。随后，庞帕诺在1908年建市（今庞帕诺海滩），劳德代尔堡也于1911年成立。这些城镇的建立标志着该地区人口和经济的增长，而当时布劳沃德县本身尚未成立。1909年，现今戴维的地区迎来了第一批居民，主要由曾居住在巴拿马运河区的美国人组成，因此这一地区当时被称为索纳（Zona，西班牙语意为区域）。1916年，索纳更名为戴维，以纪念当地的大地主和开发商罗伯特·戴维（Robert Davie）。1912年，北新河运河（North New River Canal）、南新河运河（South New River Canal）和希尔斯伯勒运河（Hillsboro Canal）相继竣工。除了用于排水，这些运河还成为当地的重要交通通道，为后来的劳德代尔堡运河系统奠定了基础。
1913年，劳德代尔堡的商界领袖提出脱离迈阿密所属的戴德县，成立一个新的县。他们联合了达尼亚、索纳和哈伦代尔的居民，一同推动该计划。然而，由于达尼亚和哈伦代尔的居民投票反对，这一提案未能通过。两年后，1915年，在庞帕、迪尔菲尔德等地的加入支持下，棕榈滩县和戴德县各贡献了几乎相等的土地，组成了独立的布劳沃德县，并以佛罗里达州第十九任州长拿破仑·波拿马·布劳沃德的名字命名。县治设在劳德代尔堡。当时该县人口约4,700人，总面积1,196.9平方英里，其中大部分仍是沼泽地，仅东部沿海地带适合居住和开发。布劳沃德州长在1905年至1909年任职期间，极力推动佛罗里达大沼泽地的排水工程，他的愿景是将沼泽变为可耕地，以吸引农民和投资者。尽管这一工程的结果褒贬不一，但确实为布劳沃德县的农业和后来的城市化奠定了基础。1917年，劳德代尔堡、庞帕诺和哈伦代尔相继建造了连接大陆和海滩的桥梁，使得旅游业逐渐成为当地经济的重要组成部分。

### 佛罗里达房地产泡沫
随着第一次世界大战的结束，布劳沃德县迎来了第一次经济繁荣。1920年至1925年，县内人口从5,135人增长至14,242人。这一时期，布劳沃德县的开发城市模式开始由单一社区发展转向完整规划的“开发者城市”。1920年代佛罗里达地产热潮迅速推动了布劳沃德县的城市化，其中最引人注目的开发项目是海滨城市好莱坞，由开发商约瑟夫·杨（Joseph W. Young）打造。他在哈伦代尔和达尼亚之间的一片低洼地带兴建了他的梦想城市，规划了众多人工湖、宽阔的林荫大道、高尔夫球场。为了吸引居民，他在美国东部广泛宣传，并用汽车、火车甚至轮船接送潜在买家来参观。1925年，好莱坞市正式成立，并合并了达尼亚以及哈伦代尔的未建制地区。同年，苏格兰劳德代尔伯爵夫人格温多林·梅特兰（Gwendolyn Maitland, the Scottish Countess of Lauderdale）在劳德代尔堡北部购买了8,000英亩土地，计划创立一个名为弗洛拉纳达（Floranada）的度假胜地，当中许多地段在国内外出售，买家包括许多来自纽约和费城社会名流以及英国贵族，他们被广告中描述的高尔夫球场、游艇俱乐部和罗马浴场所吸引。
1925年，佛罗里达的土地热潮达到巅峰，房地产和旅游业取代农业，成为当地经济支柱。劳德代尔堡市中心的土地价格暴涨到令人乍舌的价位，一处位于拉斯奥拉斯大道的房产，其价值在短短几年间增长了50倍，甚至一个位于庞帕诺海滩的40英亩海滨土地，在1924年售价3万美元，到了1925年竟然飙升至100万美元以上。随着新移民的大量涌入，住屋和建筑材料的需求激增。然而，由于佛罗里达东海岸铁路是当时唯一的主要陆路运输线，货运能力受限，导致物资积压，甚至在1925年10月29日，铁路公司不得不下令禁止除食品和特殊许可物品以外的所有货物运输。这一禁运严重影响了当地的建筑业，加剧了信贷紧缩。1926年初，银行开始收紧放贷，导致资金链断裂，房地产市场迅速降温。同年9月18日，一场四级飓风席卷布劳沃德和迈阿密-戴德县，造成布劳沃德县49人死亡、1,500人受伤。严重的破坏不仅终结了佛罗里达的房地产泡沫，也使南佛罗里达甚至在1929年股市崩盘之前就已经陷入经济衰退，许多投资者破产，游客数量锐减。
1927年，达尼亚和哈兰代尔恢复独立，其中哈兰代尔首次成为一座正式的城市。同年，东南佛罗里达的第二个铁路系统——海岸航空线铁路建成通车，提供从纽约及其他北方城市到布劳沃德县的直通客运服务，这条铁路如今是和CSX铁路通道的一部分。1928年，布劳沃德县期待已久的首个深水港——埃弗格雷兹港正式启用，它是由劳德代尔堡和好莱坞共同开发。
然而，仅仅一年后，1929年华尔街股市崩盘，美国经济全面陷入大萧条。布劳沃德县的房屋遭受巨大冲击，25%的劳德代尔堡房产因税收和债务问题而被银行收回。大萧条不仅对城市造成影响，也冲击了当地农业。1929年，地中海果蝇疫情的爆发使柑橘业遭受重创，佛罗里达州政府采取了隔离措施，进一步打击了农业经济。1929年，一个新的建制城市——奥克兰公园正式成立，取代了破产的弗洛拉纳达。这个新城镇以农场和肉类加工厂闻名，得名于当地曾经茂密的橡树林。尽管弗洛拉纳达已成泡影，但其名字依然留存在奥克兰公园的道路、学校和一些企业名称中。1930年代对于布劳沃德县而言，尽管经济衰退，人口仍在缓慢增长，从1925年的14,242人增加到1930年的20,094人，到1940年已达到39,794人。

### 二战期间的布劳沃德县
虽然美国直到1941年才正式参战，但布劳沃德县在1939年便感受到战争的影响。1939年12月19日，英国皇家海军的猎户座号巡洋舰（HMS Orion）在布劳沃德县对出海域追截纳粹德国阿劳卡号货轮（ES Arauca），并向其发出炮击警告，迫使阿劳卡号驶入埃弗格雷兹港寻求援助。这是第二次世界大战期间在美国水域内发出的第一炮。这艘货轮后来被美国政府扣押，并改造成美国海军的补给船。
二战期间，布劳沃德县成为美国海军和海军陆战队的重要训练基地。1942年，劳德代尔堡海军航空站在默尔·福格机场（Merle Fogg Field）建立。这里的优越地理位置和气候条件使其成为海军飞行员的主要训练基地，特别是为复仇者式舰载轰炸机飞行员提供培训。战争期间，布劳沃德县的海滩在夜间关闭，由配备攻击犬的海岸警卫队人员负责巡逻，街灯也被遮蔽以防止敌军发现目标。同时，当地造船厂如杜利船坞公司（Dooley's Basin and Dry Dock）制造PT艇、扫雷舰和獵潛艦，支援战争行动。此外，布劳沃德县有部分酒店被秘密改造成雷达和测距设备培训中心，其中包括劳德代尔海滩酒店（Lauderdale Beach Hotel）、贸易风酒店（Tradewinds Hotel）和好莱坞海滩酒店（Hollywood Beach Hotel）。
1941年12月22日，英国首相温斯顿·丘吉尔访问美国，与时任美国总统罗斯福商讨战争的战略，史称阿卡迪亚会议。1942年1月5日，丘吉尔由华盛顿特区前往佛罗里达，在庞帕诺海滩短暂休息，并在希尔斯波罗海滩的一间小别墅中居住，期间他还拜访了美国国务卿小爱德华·斯特蒂纽斯，之后于1月14日离开佛罗里达返回英国。

### 战后布劳沃德县的发展

#### 人口增长与城市扩张
二战结束后，布劳沃德县迎来了前所未有的人口增长，由于当地气候舒适且住屋成本较低，许多曾在此服役的退伍军人纷纷携家眷定居于此。政府也积极进行基础设施建设，修建公路、学校等，推动了郊区城市化进程，使越来越多的家庭能够在此安居乐业。1950年至1960年间，布劳沃德县的人口从83,933人激增至333,946人，增长率高达297.9%。随后十年，人口继续增长85.7%，到1970年已达620,100人。仅在三十年间（1940至1970年），劳德代尔堡的人口从17,996人跃升至139,590人，好莱坞人口从6,239人增长到106,873人，庞帕诺从4,427人增至38,587人，哈伦代尔从1,827人增加到23,849人。在1950年才开始发展的新城镇普兰泰申，到1970年也已拥有23,523名居民。
与此同时，许多新城市纷纷成立，而原有的城镇也在迅速扩张。1945年，布劳沃德县仅有在1929年前成立的七个建制城市，到了1950年代和1960年代，新的城市如雨后春笋般涌现。滨海劳德代尔于1951年建市，普兰泰申和懒惰湖在1953年成立，随后马盖特、米拉马尔（1955年）、莱特豪斯波因特（1956年）、彭布罗克公园（1957年）、劳德希尔、库珀城、澄碧湖、彭布罗克派恩斯（1959年）等城镇相继成立。进入1960年代，森赖斯、戴维、劳德代尔湖（1961年）、北劳德代尔、科勒尔斯普林斯、帕克兰、塔玛拉克（1963年）以及椰子溪（1967年）陆续建市，布劳沃德县的城市版图不断扩大。

#### 经济与基础设施的发展
1948年，布劳沃德县接管了劳德代尔堡海军航空站的场地，并成立了布劳沃德县国际机场。1959年，该机场更名为劳德代尔堡-好莱坞国际机场，与迈阿密国际机场并肩成为南佛罗里达重要的航空枢纽。与此同时，空调的普及彻底改变了布劳沃德县乃至整合南佛罗里达的建筑格局和人口结构，使得这里不再只是冬季度假的胜地，而是适合全年居住的宜居城市。1950年代和1960年代，布劳沃德县成为全美知名的旅游胜地。这里优美的海滩、温暖的气候和丰富的娱乐设施吸引了大量游客，推动了酒店、餐饮和娱乐行业的快速发展。随着游客数量的增长，逐渐形成了依托旅游业的经济模式。到了1960年代，布劳沃德县更成为大学生春假的热门目的地，每年吸引成千上万的年轻人前来度假狂欢。
此外，1959年，佛罗里达塞米诺尔部落获得美国联邦政府的正式承认，获得了在好莱坞、大柏树（位于柯里尔县）、伊莫卡利（位于柯里尔县）和布莱顿（位于沼泽县）四个保留地，部落总部设在好莱坞。1977年起，塞米诺尔部落的经济模式逐渐多样化，依靠烟草销售、宾果博彩以及土地租赁，逐渐发展成为经济实力雄厚的自治组织。2007年3月，佛罗里达塞米诺尔部落收购了硬石国际有限公司，包括124家硬石餐厅、4家硬石酒店、2家硬石赌场酒店、2家硬石演奏厅以及3家无品牌酒店的股份。目前，部落90%以上的预算来自博彩收入，其他业务包括肉牛养殖、柑橘生产、旅游推广、体育管理和烟草销售等，好莱坞塞米诺尔硬石赌场酒店更成为了好莱坞的地标性建筑。

#### 经济放缓与政府改革
尽管布劳沃德县的经济在20世纪中期蓬勃发展，但到了1970年代，一些开发商因过度扩张或与地方政府关系密切而受到批评。因此，进入1970年代后，当地政府开始实行更严格的建设规划，降低土地开发密度，以控制过快增长。1974年，第一次石油危机引致的全国经济衰退波及布劳沃德县，房地产市场遭受重创，人口增长速度放缓。房屋市场的低迷导致大量新建公寓无人购买，据估计，当时市场上曾有多达50,000套未售出的公寓单位。
1975年，布劳沃德县正式通过《布劳沃德县自治宪章》，确立了新的县政府结构。1976年，95号州际公路贯穿布劳沃德县，使得该地区的交通更加便利，进一步促进了经济复苏。到了1976年，房地产市场开始回暖。然而，当地居民对地产发展无序扩张的担忧并未消失。1977年，布劳沃德县政府和民众达成共识，通过了《土地利用规划法案》以遏制城市蔓延，确保土地资源的合理开发，保护自然环境。

#### 重大灾害与社会事件
布劳沃德县在20世纪末和21世纪初经历了几次重大灾害。1992年8月24日，飓风安德鲁袭击佛罗里达州，造成布劳沃德县约1亿美元的经济损失，并使许多居民无家可归。2005年10月24日，飓风威尔玛重创南佛罗里达，成为自1950年飓风金以来对布劳沃德县破坏最严重的风暴。风暴期间，该地区的风速达到每小时80至100英里（约130至160公里），持续近五个小时，导致大范围停电，并严重损坏基础设施。
2018年2月14日，布劳沃德县的帕克兰市发生震惊全美的校园枪击案。一名19岁的前学生在玛乔丽·斯通曼·道格拉斯高中制造了大规模枪击事件，造成17人死亡，14人送院治疗，事后2名學生自殺，成为美国历史上死伤最惨重的高中枪击事件，并引发了全国范围内关于枪支管控的激烈讨论。2022年，该案在佛罗里达州第十七巡回法院开庭，最终枪手尼古拉斯·克鲁兹被判处终身监禁，不得假释。

## 地理
布劳沃德县总面积达1,224.7平方英里（约3,172平方公里），接近罗德岛州的大小。县域东西最宽处约50.3英里（81公里），南北最长约27.4英里（44公里），地势较为平坦，海拔介于5至25英尺（1.5至7.6米）之间，平均海拔约6英尺（1.8米）。尽管布劳沃德县以其发达的都会区闻名，但实际上该县65%的土地（约796.9平方英里）属于自然保护区，主要位于东部防洪堤以西，延伸至与科里尔县接壤的地区。这些保护区多为大沼泽地，构成了佛罗里达生态系统的重要组成部分。其余35%的可开发土地（427.8平方英里）位于防洪堤以东，包括31个城市和布劳沃德市政服务区，其中市政服务器涵盖未合并的非建制社区以及劳德代尔堡-好莱坞国际机场等重要设施。
布劳沃德县位于佛罗里达台地的东部边缘，该台地是在数百万年前形成的石灰岩地质构造。该县的东部地层主要由奥利特石灰岩（Oolite limestone）构成，而西部则以苔藓虫石灰岩（Bryozoa limestone）为主。布劳沃德县是佛罗里达州最后形成的地区之一，其生态系统直到更新世才逐渐稳定。该县还拥有266英里（428公里）的运河，其中126英里（203公里）可通航，并拥有24英里（39公里）面向大西洋的白沙滩，为该地区的水资源管理和旅游业提供了重要基础。
布劳沃德县的气候属于热带气候，夏季炎热潮湿，冬季温和。全年降水充沛，年均降水量约63英寸（1600毫米），远高于美国平均降水量（38英寸）。该县冬季气温一般维持在70°F左右（23-25℃），夏季则可达到80°F以上（29-32℃）。由于地处热带，该地区全年无降雪，并且拥有较长的日照时间，年均有247个晴天，远超美国平均水平（205个晴天）。然而，布劳沃德县也常受到极端天气影响，夏季雷暴频繁，并在每年飓风季节（6月至11月）面临热带风暴的威胁。
近年来，布劳沃德县面临着日益严峻的气候变化挑战。海岸线较长、地势低洼的特性，使其易受洪水侵袭。随着全球气温上升，海平面不断上升，加剧了风暴潮、强降雨和地下水位上升带来的影响。此外，极端高温已成为该县另一项重要的气候问题，2021年布劳沃德县的平均气温比1921年高出3.7°F（约2℃），这种温度上升趋势与全球温室气体排放的增长密切相关。环境保育方面，布劳沃德县曾批准建设奥斯本人工珊瑚礁，在劳德代尔堡海滩附近投放大量废旧轮胎，以促进海洋生物栖息地的形成。然而，这一项目最终被证明是一次失败的尝试，轮胎未能提供适宜的生长环境，反而对海洋生态造成了破坏，成为环境治理的反面案例。

## 人口
截至2022年，布劳沃德县的人口约为194万，较2010年的180万人增长了11.1%。相比之下，美国同期人口增长率为7.7%，佛罗里达州整体增长了18%。在2010年至2022年的12年间，该县有10年人口保持增长，年均增长率为0.9%。其中，最大的人口增幅出现在2010年至2011年，增长率达2%；而最大的人口下降发生在2019年至2020年的新冠病毒疫情，减少了0.6%。
布劳沃德县的人口构成多元化，其中非拉丁裔白人占比最高，为33%；其次是非拉丁裔的非裔美国人，占27.6%；拉丁裔白人占14.6%；混血拉丁裔占12.1%；其他拉丁裔占3.78%。2022年，该县的非拉丁裔白人人口约为64.1万，数量上比任何其他族裔都多1.2倍。非拉丁裔的非裔人口为53.5万，而拉丁裔白人人口为28.4万，分别位居第二、三位。在2010年至2022年间，拉丁裔人口增幅最大，增加了191,657人，从2010年的44.2万增长至2022年的63.4万，使该族群占总人口的比例从2010年的25.2%提升至2022年的32.5%。与此同时，非拉丁裔白人人口比例下降最多，从2010年的43.6%降至2022年的33%。
布劳沃德县人口年龄结构也在发生变化。65岁及以上的老年群体增长最快，从2010年至2022年增长了41.1%，其人口比例从14.3%上升至18.1%。相比之下，35-49岁人群的比例下降了0.4%，而0-4岁儿童的比例也有所减少，从2010年的5.9%降至2022年的5.3%，反映出人口老龄化加剧，以及出生率相对下降。
布劳沃德县是一个移民人口占比较高的地区。截至2022年，约35.3%的居民（约68.5万人）出生于美国以外，这一比例远高于美国全国平均水平（13.6%），外来移民主要来自古巴、海地和哥伦比亚。此外，布劳沃德县居民中有86.6%为美国公民。

## 政治

### 政府结构
现今布劳沃德县的政府体系始于1974年11月5日，当时县内选民通过了《布劳沃德县自治宪章》，标志着该县正式实行自治政府制度。此前，布劳沃德县自1915年由佛罗里达州立法机构设立以来，一直依赖州议会批准地方性法案来推动县政府的各项变革。直到1968年，佛罗里达州修宪为地方政府改革提供了法律依据。，最终在1974年公投中以77,889票对59,898票的结果获得通过，自治宪章于1975年1月1日正式生效，赋予布劳沃德县自主治理权。宪章实施后，布劳沃德县政府体系发生了重大变化。首先，县委员会成员由原来的五名扩大到七名，以增强政府民意认受性。其次，县政府采用了强势行政管理模式，设立了县行政官（County Administrator），并建立了全县范围的土地规划管理机构，以确保城市发展与环境保护的协调推进。
根据《布劳沃德县自治宪章》，县政府的立法和行政职能严格分离。布劳沃德县委员会（Board of County Commissioners）是县政府的立法机构，负责制定县级法律和政策。委员会由九名成员组成，每位委员均由其所在选区选举产生，并须为该选区的居民。委员会每年选举一名县长（Mayor）和副县长（Vice Mayor），县长主要承担礼仪性职责，如主持会议并代表县政府出席官方活动。委员会还负责任命县行政长官、县检察官和县审计官，同时指派多个咨询和监管委员会，以协助管理各项政府事务。县行政官是布劳沃德县政府的首席执行官，县行政官负责执行委员会批准的政策，并管理县政府各职能部门的日常运作。布劳沃德县政府下辖50多个机构，包括劳德代尔堡-好莱坞国际机场、埃弗格雷兹港、布劳沃德县运输、人力资源部、公园与图书馆系统以及水务管理部门等，涉及多个公共服务领域。
除了县委员会，布劳沃德县还设有宪制官员和司法机构，这些官员由全体县选民在大选中直接选举产生，任期为四年。主要的宪制官员包括巡回法院书记兼审计长（Clerk of the Circuit Court and Comptroller）、财产评估官（Property Appraiser）、治安官（Sheriff）、选举监督官（Supervisor of Elections）、公设辩护人（Public Defender）、地方檢察官（State Attorney）及税务官（Tax Collector）。这些官员的职责涵盖司法管理、执法、财产评估、选举事务及税务管理等多个领域。
布劳沃德县的治安管理由布劳沃德县治安官办公室（Broward Sheriff's Office, BSO）负责，该机构是佛罗里达州规模最大的公共安全机构，拥有约5,600名雇员，其中包括2,700多名认证警员和700多名消防救援专业人员。BSO负责为全县14个城市和城镇提供全天候执法服务，并管理所有未合并入市镇的县域。此外，该机构还负责保护布劳沃德县法院、劳德代尔堡-好莱坞国际机场、埃弗格雷兹港、部分大沼泽地地区及县内水道的安全。

### 政治取向
在总统选举方面，1948年至1988年之间，布劳沃德县的政治倾向则相对保守，长期支持共和党总统候选人。例如在1964年总统选举，即使在共和党候选人巴里·戈德华特全国选举大败的情况下，布劳沃德县仍然以56%对44%的比例支持他。唯一的例外是1976年总统选举，该县在吉米·卡特与杰拉尔德·福特的选战中投票支持了民主党的卡特。
自1992年以来，布劳沃德县开始倾向民主党，并逐渐成为民主党的重要票仓，在每次总统选举中均支持该党的总统候选人，而在州长选举方面，布劳沃德县也是历来支持民主党候选人。在过去的几次州长选举中，民主党得票率通常远高于共和党。例如，在2018年州长选举中，民主党候选人安德鲁·吉勒姆在布劳沃德县获得了近68%的选票，而共和党候选人罗恩·德桑蒂斯仅获得31.3%。在2022年，尽管德桑蒂斯以较高的州内支持率成功连任，但他在布劳沃德县的得票率仍低于42%，远落后于民主党对手查理·克里斯特。相比之下，迈阿密-戴德县由于拥有大量倾向共和党的古巴裔移民，在政治立场上与布劳沃德县有所不同。而布劳沃德县的移民群体主要来自加勒比地区和南美国家，其政治取向长期以来更偏向民主党。
然而，在2024年总统选举中，尽管布劳沃德县仍然支持民主党候选人，但政治形势正在发生变化。此次选举中，特朗普在迈阿密-戴德县获得11.5个百分点的胜利，而賀錦麗仅以不到1个百分点的微弱优势赢得棕榈滩县，打破了自1996年以来民主党候选人在该县得票率始终保持六成以上的趋势在。2020年，乔·拜登在该县赢得了64%的选票，而哈里斯在2024年仅获得57%。共和党在布劳沃德县的支持率有所上升，使得民主党在部分联邦、州和地方选举中面临更大挑战。例如，布劳沃德县的民主党国会议员贾里德·莫斯科维茨在2024年众议院选举中的胜选优势大幅缩小，仅以52%对47%的比分险胜共和党对手乔·考夫曼。
尽管共和党在布劳沃德县有所突破，民主党仍占据明显优势。目前，该县登记选民中，民主党选民为519,299人，共和党选民为272,784人，而“无党派”选民的数量甚至超过了共和党选民。相比之下，在整个佛罗里达州，共和党注册选民比民主党多出约100万人，这反映了布劳沃德县在州内政治版图中的特殊性。布劳沃德县长期维持民主党优势，主要归因于其庞大的非裔选民群体，由于历史上的种族隔离政策，许多非裔美国家庭从迈阿密-戴德县迁至布劳沃德县，并在当地扎根。此外，来自加勒比地区的移民群体也集中在布劳沃德县，并在政治上倾向于支持民主党。尽管共和党在年轻非裔男性选民中的支持率有所上升，但整体而言，布劳沃德县的非裔选民使得布劳沃德县成为南佛罗里达唯一的深蓝地区。然而，该县迅速增长的拉丁裔人口可能会对未来选举结果产生影响。2024年选举表明，拉丁裔选民，尤其是佛罗里达州的拉丁裔选民，比以往更加倾向共和党，这一趋势可能会在未来改变布劳沃德县的政治格局。

## 经济
布劳沃德县是佛罗里达州经济最活跃的地区之一，2023年其国内生产总值达到1629.24亿美元，相较于2022年的1494.95亿美元增长了4.1%。这一增长速度在南佛罗里达地区位居前列，仅次于马丁县（5.7%）和棕榈滩县（4.8%）。在各行业中，教育服务业（10.1%）、信息服务业（9.0%）和贸易行业（5.5%）的增长最为显著。值得注意的是，该县在数据处理、科技服务等领域拥有较大的竞争优势，布劳沃德县在信息服务业的GDP占比达到7.1%，是全县占比最高的行业，著名企业例如有总部位于劳德代尔堡的ADP。2023年，布劳沃德县就业总人口接近98.5万人，尤其以医疗保健和社会援助（131,091人）、零售贸易（123,245人）以及专业、科学和技术服务（81,674人）为主要雇佣行业。而从薪资水平来看，采矿、采石及石油天然气开采行业的平均年薪最高（107,625美元），其次是企业管理（73,092美元）以及科学和技术服务（68,779美元）。
布劳沃德县也是众多北美及国际知名企业的总部所在地，如全美汽车租赁公司（AutoNation）、思杰系统（Citrix Systems）、海科航空（Heico）、JM家族企业（JM Family Enterprises）、终极软件（Ultimate Software）、交易驿站（TradeStation）和精神航空等。此外，包括微软、美国运通、摩托罗拉、巴西航空工业、DHL、艾默生电气、万豪国际、福特汽车以及温迪汉堡等知名企业的区域办公室也设立在该县。布劳沃德县的产业基础广泛，涵盖航空航天、全球物流、生命科学、制造业、海事产业以及科技产业，为高端企业的发展与巩固提供了强有力的支撑。
作为全球最繁忙的邮轮和集装箱港口之一，埃弗格雷兹港是南佛罗里达接收石油产品（包括汽油和航空燃油）的主要海港，同时也是自由贸易区和商业办公区的重要枢纽。该港口每年的经济活动总值接近340亿美元，直接或间接支持了佛罗里达州超过23万个就业职位，其中13,127人直接为港口企业工作。2024年，埃弗格雷兹港迎来了创纪录的380万名邮轮乘客，再次巩固了其作为全球邮轮产业中心的地位。
旅游业也是布劳沃德县的重要经济引擎之一。2023年，全县旅游业带来的酒店预订总数达到53.6万间夜，创造了近180亿美元的经济收益，酒店需求增长2%，相当于全年每天多销售467个客房。此外，会议及团体旅游的酒店预订量同比增长14%。2023年，超过3200万名旅客通过劳德代尔堡-好莱坞国际机场到访布劳沃德县。体育旅游亦贡献了4.23亿美元的收入，其中迈阿密格兰披治大奖赛创造了16.4万间夜的酒店预订量，并带来2800万美元的消费，史丹利杯总决赛带来了2600万美元收入，而劳德希尔举行的板球比赛也吸引了330万美元的消费支出。
在财政管理方面，布劳沃德县是全美少数几个同时获得标准普尔、穆迪和惠誉AAA信用评级的县之一，反映了该县稳健的经济结构和公共财政管理能力，确保了财政的可持续发展。。在2025年财政年度，在不增加物業稅税率的情况下，布劳沃德县通过了高达77亿美元的预算案。

## 交通

### 公共交通
布劳沃德县的公共交通由县政府下辖的布劳沃德县运输（BCT）营运，服务范围覆盖410平方英里，营运3条快速巴士路线（Breeze）和33条常规巴士路线，每日运送约13万名乘客，每年总运量接近4000万人次。此外，布劳沃德县运输还与该县的18个城市合作，使用小型巴士营运47条社区巴士路线，共使用77辆小型巴士，年运送约240万人次。对于有特殊需求的乘客，BCT还提供无障碍复康巴士共享乘车服务（Paratransit），专门服务于因身体、认知或其他障碍无法使用常规公交系统的居民。
布劳沃德县的公共交通还包括多个私人班车和交通管理协会（TMA）运营的线路，例如劳德代尔堡的仿古铛铛车（Sun Trolley），以及戴维为大学和学院学生提供的接驳巴士服务。

### 铁路运输
布劳沃德县境内有两条主要的铁路走廊，即佛罗里达东海岸铁路走廊（FEC Corridor）和CSX铁路走廊（CSX Corridor）。
佛罗里达东海岸铁路最早由亨利·弗拉格勒在19世纪末至20世纪初修建，最初提供客运和货运服务，直至1968年停止客运服务。如今，佛罗里达东海岸铁路继续运行货运列车，并成为光亮线城际列车的重要通道。连接迈阿密和奥兰多的光亮线（Brightline）是佛罗里达州唯一一条最高速度可达125英里/小时（200公里/小时）的准高速铁路，也是美国唯一一条私人拥有和营运的城际客运铁路。光亮线目前在布劳沃德县设有劳德代尔堡站。铁路货运方面，佛罗里达东海岸铁路与埃弗格雷兹港合作建造了一个多式联运集装箱转运设施 （ICTF），该设施自2014年开始运营，不仅提高了多式联运的效率。并减少了当地道路上的货车数量。
CSX铁路走廊则是历史悠久的大西洋海岸线铁路的一部分，大致上沿着95号州际平行。该铁路走廊现由CSX運輸、三县铁路及美铁共同营运。三县铁路（Tri-Rail）是南佛罗里达的区域通勤铁路系统，自1989年开始运营，由南佛罗里达地区交通管理局（SFRTA）管理，连接棕榈滩县、布劳沃德县和迈阿密-戴德县，从棕榈滩县的芒谷阿园站一直延伸至迈阿密，全长71英里，为迈阿密都会区通勤人群的交通方式之一。长途铁路客运服务则由美鐵（Amtrak）提供，营运着纽约至迈阿密的银色流星号，以及芝加哥至迈阿密的佛罗里达人号两对长途列车，这两对列车均经停布劳沃德县内的劳德代尔堡站和好莱坞站。

### 航空运输
布劳沃德县拥有多个机场，其中劳德代尔堡-好莱坞国际机场（IATA代码：FLL）是该县最重要的航空枢纽，不仅是美国的大型核心机场之一，同时也是迈阿密都市圈的重要国际门户，尤其受到前往加勒比海地区游客的青睐。2018年，该机场的旅客吞吐量超过1760万人次，每日有超过8万名乘客通过该机场出行，假日期间旅客流量甚至超过40万人次。此外，劳德代尔堡-好莱坞国际机场距离埃弗格雷兹港不到两英里，对前往码头乘搭邮轮乘客尤为便利。
此外，布劳沃德县还有多个专注于通用航空的机场。北佩里机场（IATA代码：HWO）主要服务于私人飞机和小型商务航班，拥有四条跑道，机场设有燃油供应、飞机维修、飞行培训和包机服务。劳德代尔堡行政机场（IATA代码：FXE）则是美国最繁忙的通用航空机场之一，年均飞行起降超过16万次，并设美国海关与边境保护设施，为国际航班提供便利。此外，庞帕诺海滩机场（IATA代码：PMP）也是一座中型通用航空机场，为企业和私人航空提供服务，而约翰·富勒市中心直升机场（IATA代码：DT1）则专门服务于劳德代尔堡市中心的商务人士。

### 水路运输
埃弗格雷兹港是南佛罗里达最重要的货运和邮轮港口之一。由于邻近加勒比海，使其成为世界上三个最繁忙的游轮母港之一，每年有超过380万名邮轮乘客从该港口出发，经营从埃弗格雷兹港出发的邮轮公司包括嘉年华集团、皇家加勒比国际游轮、公主邮轮、荷美邮轮、精致邮轮、水晶邮轮等，许多巨型邮轮均以埃弗格雷兹港作为母港，如皇家加勒比国际游轮的海洋绿洲号和海洋魅力号，以及迪士尼邮轮的迪士尼梦想号和迪士尼魔法号等。埃弗格雷兹港还处理大量国际货运，2018年的集装箱货运量超过700万吨。此外，该港口还拥有佛罗里达州最大的外贸区，其出口量位居佛州前列。
此外，劳德代尔堡的河滨水上巴士（Riverwalk Water Trolley）为市中心提供免费水上交通服务，而私人经营的水上出租车（Water Taxi）则在劳德代尔堡和好莱坞提供全年运营的水上穿梭服务。

### 道路运输
布劳沃德县的公路网络十分发达，总共有5128英里的公共道路。然而，由于人口密集，该地区的交通拥堵问题较为严重，通勤者每年平均花费38小时在交通堵塞中。布劳沃德县主要的高速公路包括95号、75号、595号州际公路。95号州际公路（I-95）是美国东海岸最重要的南北交通干道，贯穿布劳沃德县，连接迈阿密和其他主要城市。75号州际公路（I-75）途经布劳沃德县西部，连接彭布罗克派恩斯、韦斯顿、米拉马、戴维和西南牧场等城镇，并与索格拉斯高速公路（SR 869）在布劳沃德县境内相交。595号州际公路（I-595）是布劳沃德县东西方向的主要通道，连接劳德代尔堡-好莱坞国际机场、埃弗格雷兹港和海滩地区。另外还有佛罗里达收费公路（SR 91／SR 821）及索格拉斯高速公路（SR 869），提供更快捷的通勤路线，同时减少主干道交通压力。近年来，布劳沃德县还在几条州际公路的部分路段推出了可变收费车道，以缓解交通拥堵并提供更快捷的巴士服务。
此外，布劳沃德县还有一条极具历史文化价值的风景公路——A1A号州道（SR A1A Scenic Highway），沿佛罗里达东海岸贯穿九个沿海城市，从迈阿密戴德县边界延伸至棕榈滩县边界，沿内陆水道穿过庞帕诺海滩、劳德代尔堡和好莱坞。2009年1月，A1A号州道部分路段被佛罗里达州指定为佛罗里达州风景道路。

## 教育

### 初等及中等教育
布劳沃德县公立学校（Broward County Public Schools）是布劳沃德县唯一的学区，同时也是全美第六大公立教育系统。在2023至2024学年，该学区共服务251,106名学生，覆盖全县326所学校和教育中心。其中包括137所小学、35所初中、32所高中、9所综合学校、3所技术学院、23个教育中心以及87所特许学校。布劳沃德县公立学校的学生群体当中，黑人学生占比最高，为38.1%，其次是拉丁裔（38%），白人学生占17.3%，亚裔或亚太岛民占3.6%。此外，美洲印第安人或阿拉斯加原住民、夏威夷原住民或其他太平洋岛民分别占0.2%。该学区中有42.6%的学生符合联邦政府的学校餐费减免计划的资格。
布劳沃德县公立学校在学术表现方面也获得了广泛认可。2024年4月，根据《美国新闻与世界报道》发布的年度排名，该县有13所高中跻身全美顶尖公立高中。其中，千禧年学校（Millennium 6-12 Collegiate Academy）、庞帕诺海滩高中和麦克法特技术高中（McFatter Technical High School）进入全国前2.5%的排名，而大西洋技术高中（Atlantic Technical High School）和柏树湾高中（Cypress Bay High School）则跻身前5%。此外，这五所学校均位列佛罗里达州最优秀的5%高中之列，其中千禧年学校更是名列全州第二。

### 高等教育
布劳沃德县设有多个公立和私立高等院校，为不同需求的学生提供多种学术和职业培训选择。主要的高等学府包括布劳沃德学院、佛罗里达大西洋大学、诺瓦东南大学和凯泽大学等。此外，布劳沃德县还拥有多个职业技术培训机构和成人教育机构，如德夫莱大学、劳德代尔堡艺术学院、佛罗里达职业学院劳德代尔湖分校（Florida Career College）。此外，布劳沃德县还有三所技术学院：大西洋技术学院、麦克法特技术学院和谢里丹技术学院，为学生提供了技术类、职业培训以及持续进修的机会。

### 公共图书馆
布劳沃德县的公共图书馆系统于1974年由布劳沃德县委员会建立，最初由四个市政图书馆组成，包括劳德代尔堡图书馆、好莱坞图书馆及其分馆。经过多年的发展，该系统现已成为美国最大的公共图书馆系统之一，拥有38个分馆，为居民提供广泛的图书资源、电子书、研究资料、社区活动以及教育项目。
除了布劳沃德县公共图书馆系统外，县内的建制城市还有五个独立运营的市政公共图书馆，包括埃塞尔·戈登·奥克兰公园图书馆（Ethel M. Gordon Oakland Park Library）、莱特豪斯波因特图书馆（Lighthouse Point Library）、海伦·B·霍夫曼普兰泰申图书馆（Helen B. Hoffman Plantation Library）、理查德·C·沙利文威尔顿庄园公共图书馆（Richard C. Sullivan Public Library of Wilton Manors）和帕克兰公共图书馆（Parkland Public Library）。

## 文娱设施

### 博物馆
- 非裔美国人研究图书馆及文化中心（African-American Research Library and Cultural Center）
- 比恩斯现代书籍博物馆（Bienes Museum of the Modern Book）
- 邦奈特故居博物馆及花园（Bonnet House Museum & Gardens）
- 珊瑚泉艺术博物馆（Coral Springs Museum of Art）
- 伊利教育博物馆（Ely Educational Museum）
- 劳德代尔堡古董汽车博物馆（Fort Lauderdale Antique Car Museum）
- 劳德代尔堡消防安全博物馆（Fort Lauderdale Fire and Safety Museum）
- 劳德代尔堡历史中心（Fort Lauderdale History Center）
- 犹太人大屠杀文献与教育中心（Holocaust Documentation & Education Center）
- 国际钓鱼名人堂及博物馆（IGFA Fishing Hall of Fame and Museum）
- 国际游泳名人堂博物馆（International Swimming Hall of Fame Museum）
- 詹姆斯·D·巴特勒及爱丽丝·巴特勒故居（James D. and Alice Butler House）
- 凯斯特小屋（Kester Cottages）
- 劳德代尔堡艺术博物馆（Museum of Art Fort Lauderdale）
- 科学探索博物馆（Museum of Discovery and Science）
- 旧迪尔菲尔德学校（Old Deerfield School）
- 旧迪拉德博物馆（Old Dillard Museum）
- 旧庞帕诺消防局（Old Pompano Fire Station）
- 桑普尔-麦克杜加尔德故居（Sample-McDougald House）
- 石墙国家博物馆及档案馆（Stonewall National Museum & Archives）
- 斯特拉纳汉故居（Stranahan House）
- 劳德代尔堡海军航空站博物馆（Naval Air Station Fort Lauderdale Museum）
- 世界艾滋病博物馆及教育中心（World AIDS Museum and Educational Center）
- 维也纳装饰艺术博物馆（Wiener Museum of Decorative Arts）

### 公园及动物园
- 休·泰勒·伯奇州立公园（Hugh Taylor Birch State Park）
- 冯·D·米泽尔-尤拉·约翰逊州立公园（Dr. Von D. Mizell-Eula Johnson State Park）
- 安妮·科尔布自然中心（Anne Kolb Nature Center）
- 蝴蝶世界（Butterfly World）
- 大沼泽地假日公园（Everglades Holiday Park）
- 蕨类森林自然中心（Fern Forest Nature Center）
- 火烈鸟花园（Flamingo Gardens）

### 表演场地
- 布劳沃德表演艺术中心（Broward Center for the Performing Arts）

### 体育场地
- 大通银行体育场（Chase Stadium）
- 阿梅兰特银行体育馆（Amerant Bank Arena）
- 布赖恩·皮科洛运动公园及赛车场（Brian Piccolo Sports Park & Velodrome）
- 科勒尔斯普林斯水上运动中心（Coral Springs Aquatic Complex）